# Flygingenjör
Flygingenjör är en befattning inom Svenska flygvapnet med lägst majors grad. En flygingenjör kan ha flygtjänst eller marktjänst.  
En flygingenjör kan arbeta dels på Försvarets materielverk, FMV, som står för anskaffning, utprovning och underhåll av flygvapnets materiel, dels vid någon av flygvapnets flottiljer, på marken eller i luften. 
De flygingenjörer som skall ha flygtjänst utbildas tillsammans med officerare i flygtjänst. Den grundläggande flygutbildningen sker på flygplan SK 60. Efter grundläggande flygutbildning följer GTU som innebär grundläggande taktisk flygutbildning. Här lär man sig den grundläggande taktiken för jakt-, attack- och spaning. Vidareutbildningen TIS, GFSU samt fortsatt flygslagsutbildning FFSU genomförs tillsammans med dem som skall bli officerare i flygtjänst på någon flottilj i flygvapnet.
När flygutbildningen är avslutad genomförs utbildning vid Teknisk högskola. Den blivande flygingenjören läser där till civilingenjör på någon av linjerna farkostteknik (tidigare flygteknik), teknisk fysik, elektronik eller maskinteknik samtidigt som han under sommaruppehållen går befäls- och fackutbildning vid flottilj alternativt STRIL-förband.
Informellt används flygingenjör även som benämning på en ingenjör med specialinriktningen flygteknik utan att denne varit anställd vid något flygvapen. Mer formellt, men längre, skulle benämningen för en sådan civilingenjör lyda "civilingenjör, flygteknik" eller "civilingenjör med flyginriktning". Jämför engelska eller angloamerikanska aeronautical engineer, som även används civilt. En flight engineer (flygmaskinist) är däremot en besättningsman på äldre tunga flygplan, vilken övervakar och tillsammans med piloterna justerar inställningarna på motorerna och vissa system. Modern teknik har gjort denne färdmekaniker överflödig i moderna flygplan.

## Flygingenjör i aktiv tjänst
Flygingenjör i aktiv flygtjänst är en befattning i svenska flygvapnet som kombinerar ingenjörs- och stridspilotskompetens. För att bli flygingenjör i aktiv flygtjänst krävs det en civilingenjörsutbildning, varpå man sedan läser en särskild officersutbildning samt Försvarsmaktens stridspilotutbildning. Om man läst minst 180 högskolepoäng av en ingenjörsutbildning kan man bli anställd och sedan komplettera sina studier mot civilingenjör. För att bli antagen till utbildningen behöver man första klara antagningstesterna till pilot.